# Mads Pedersen (cyklist)
Mads Pedersen, född den 18 december 1995 i Tølløse, är en dansk tävlingscyklist. Han blev som förste dansk världsmästare i linjelopp 2019.

## Meriter
2013
2:a i linjeloppet för juniorer vid Världsmästerskapen i landsvägscykling
2017
 Dansk mästare i linjelopp
Vinnare totalt  av Danmark Rundt
Vinnare  av poängtävlingen
Vinnare  av ungdomstävlingen
Vinnare av etapp 3
2018
Vinnare av etapp 4 i Danmark Rundt
Vinnare av Tour de l'Eurométropole
2:a i Flandern runt
2019
 Världsmästare i linjelopp,
Vinnare av Grand Prix d'Isbergues
2020
Vinnare av Gent-Wevelgem
2021
Vinnare av Kuurne-Bryssel-Kuurne
Vinnare av etapp 3 i Tour of Norway
2:a totalt i Danmark runt
Vinnare  av poängtävlingen
Vinnare av etapp 2
2:a i Bredene Koksijde Classic
2022
Vuelta a España
Vinnare  av poängtävlingen
Vinnare av etapperna 13, 16 och 19
Vinnare av etapp 13 i : Tour de France
Vinnare av etapp 3 i Paris-Nice
6:a i Milano-Sanremo
7:a totalt i Belgien runt
Vinnare  av poängtävlingen
Vinnare av etapp 1
7:a i Gent–Wevelgem
8:a Flandern runt
2023
Vinnare totalt  av Danmark runt
Vinnare  av poängtävlingen
Vinnare av etapp 5
Vinnare av Cyclassics Hamburg
Vinnare av etapp 8 i Tour de France
Vinnare av etapp 6 i Giro d'Italia
Vinnare av etapp 2 i Paris–Nice
Vinnare av etapp 5 i Étoile de Bessèges
2:a i Grand Prix d'Isbergues
3:a i Flandern runt
4:a i linjelopp vid Världsmästerskapen i landsvägscykling
4:a i Paris–Roubaix
5:a i Gent–Wevelgem
5:a i Dwars door Vlaanderen
6:a i Milano-Sanremo
2024
 Vinnare totalt av Deutschland Tour
Vinnare av etapperna 2 och 4
Vinnare totalt av Tour de la Provence
Vinnare av poängtävlingen
Vinnare av prologen samt etapperna 1 och 2
Vinnare av Gent–Wevelgem
Vinnare totalt av Étoile de Bessèges
Vinnare av etapp 3
Vinnare av etapp 1 i Critérium du Dauphiné
Vinnare av etapp 2 i Tour de Luxembourg
3:a i Paris–Roubaix
4:a i Milano–Sanremo
6:a i linjelopp vid Europamästerskapen i landsvägscykling
2025
Vinnare totalt av Tour de la Provence
Vinnare av poängtävlingen
Vinnare av etapp 2
Paris–Nice
Vinnare av poängtävlingen
Vinnare av etapp 6
Vinnare av Gent–Wevelgem
2:a i Flandern runt
2:a i E3 Saxo Bank Classic
3:a i Paris–Roubaix
5:a i Dwars door Vlaanderen
7:a i Milano–Sanremo